# Borlești (Satu Mare)
Borlești (deutsch Burlescht, ungarisch Barlafalu) ist ein kleines Dorf in der Gemeinde Pomi im Kreis Satu Mare im Nordwesten Rumäniens. 

## Lage und Bevölkerung
Es befindet sich zwischen Satu Mare und Baia Mare. Ca. 5 km östlich von Borlesti fließt der Someș. Der Ort hat heute rund 900 Einwohner. Die Bevölkerung besteht vorwiegend aus Rumänen und Roma.

## Geschichte
Um 1700 siedelten ungarische Grafen deutsche Familien im Komitat Sathmar an, darunter auch in Borlești. Noch vor der Rumänischen Revolution 1989 waren etwa 50 deutsche Familien im Ort ansässig, die bis auf eine Familie inzwischen alle ausgewandert sind. Die Häuser wurden an rumänische Familien verkauft. Bis 1989 wurde die deutsche Kultur gepflegt, indem man in deutscher Sprache Theaterstücke gespielt, Volkstänze aufgeführt und Volkslieder gesungen hat. Die deutsche Gemeinde war katholisch und hatte auch eine Kirche, die Sankt-Michael-Kirche. Die rumänische Gemeinde verfügt über eine orthodoxe Kirche.